# 並木秀尊
並木 秀尊（なみき ひでたか、1999年3月23日 - ）は、埼玉県草加市出身のプロ野球選手（外野手）。右投右打。東京ヤクルトスワローズ所属。

## 経歴

### プロ入り前
草加市立八幡小学校2年の時に野球を始め、草加市立川柳中学校時代は軟式野球部で捕手であった。
市立川口高等学校では2年夏に中堅手にコンバートし、3年夏は埼玉県大会3回戦で敗れ甲子園出場はなかった。
首都大学野球リーグに所属する獨協大学硬式野球部では2年からレギュラーを獲得。在学中の4年間全て二部リーグでプレーし、通算24盗塁を記録した（二盗失敗は0）。また3年春、3年秋、4年秋に首都大学二部のベストナインを受賞した。
2020年10月26日に行われたプロ野球ドラフト会議にて東京ヤクルトスワローズから5巡目で指名され、11月27日に契約金3300万円、年俸750万円（金額は推定）で仮契約を結んだ。背番号は0。獨協大学からは初のプロ野球選手となった。

### ヤクルト時代
2021年4月3日にプロ初昇格した。4月13日に代走として出場し、プロ初盗塁を決めた。5月18日にプロ初安打・打点を記録。イースタン・リーグでは20盗塁を決めた。オフに、100万円増となる推定年俸850万円で契約を更改した。
2022年7月12日、新型コロナウイルス感染症の陽性者が多数発生したことによる、特例2022の代替選手として一軍に同年初昇格する。同日の対中日戦（豊橋市民球場）では「1番・中堅手」としてプロ初先発出場となる予定だったが、降雨により試合が中止となった。イースタン・リーグでは24盗塁を記録し、盗塁王のタイトルを獲得した。11月16日、50万円増となる推定年俸900万円で契約を更改した。
2023年は、82試合出場（うち37試合に先発出場）と出場機会を増やし、打率.242、1本塁打、15盗塁を記録。11月20日、600万円増となる推定年俸1500万円で契約を更改した。
2024年は、開幕一軍入りし、3月29日の開幕戦から2試合連続で代走で起用されていたものの、2試合目に下半身のコンディション不良を訴え、肉離れと診断され31日に登録を抹消。7月3日の横浜DeNAベイスターズ戦に代走として出場し、二盗した際に左肩を脱臼し、翌4日に出場選手登録を抹消された。33試合の出場にとどまったが10盗塁を記録し、盗塁成功率は100％であった。11月29日、100万円減となる推定年俸1400万円で契約を更改した。

## 選手としての特徴・人物
俊足巧打の外野手。大学3年秋に参加した日本代表候補合宿の50m走計測において、中央大学の五十幡亮汰の5秒42を上回る5秒32を記録し、圧倒的な俊足をアピールした。またそれ以来、五十幡が「サニブラウンに勝った男」と呼ばれていることから、「『サニブラウンに勝った男』に勝った男」の異名が付いた。
愛称は「ヒデ」。また、チーム内では「パッキー」とも呼ばれているが、これは同期入団の元山飛優が「パッキャオ」と呼び始めたことによるという。秀尊という名前の由来については、「他の人よりも秀でて、誰からも尊敬されるように」との意味があると聞いているという。
「大学野球の聖地」と呼ばれる神宮球場でプレーした経験がプロ入りまで一度もない（並木が所属していた首都大学リーグは神宮球場で公式戦を開催しない）。一方、大学時代に遠征費用捻出のため、冬場に同球場を警備する会社でアルバイトをしていた。

## 詳細情報

### 年度別打撃成績
| 年 度     | 球 団     | 試 合 | 打 席 | 打 数 | 得 点 | 安 打 | 二 塁 打 | 三 塁 打 | 本 塁 打 | 塁 打 | 打 点 | 盗 塁 | 盗 塁 死 | 犠 打 | 犠 飛 | 四 球 | 敬 遠 | 死 球 | 三 振 | 併 殺 打 | 打 率 | 出 塁 率 | 長 打 率 | O P S |
| --------- | --------- | ----- | ----- | ----- | ----- | ----- | -------- | -------- | -------- | ----- | ----- | ----- | -------- | ----- | ----- | ----- | ----- | ----- | ----- | -------- | ----- | -------- | -------- | ----- |
| 2021      | ヤクルト  | 27    | 6     | 4     | 4     | 1     | 1        | 0        | 0        | 2     | 2     | 4     | 0        | 1     | 0     | 0     | 0     | 1     | 1     | 0        | .250  | .400     | .500     | .900  |
| 2022      | ヤクルト  | 14    | 23    | 22    | 3     | 4     | 0        | 2        | 0        | 8     | 0     | 2     | 0        | 1     | 0     | 0     | 0     | 0     | 3     | 1        | .182  | .182     | .364     | .545  |
| 2023      | ヤクルト  | 82    | 174   | 161   | 37    | 39    | 3        | 1        | 1        | 47    | 7     | 15    | 2        | 4     | 0     | 8     | 0     | 1     | 33    | 2        | .242  | .282     | .292     | .574  |
| 2024      | ヤクルト  | 33    | 49    | 43    | 15    | 10    | 1        | 0        | 1        | 14    | 5     | 10    | 0        | 5     | 0     | 1     | 0     | 0     | 7     | 4        | .233  | .250     | .326     | .576  |
| 通算：4年 | 通算：4年 | 156   | 252   | 230   | 59    | 54    | 5        | 3        | 2        | 71    | 14    | 31    | 2        | 11    | 0     | 9     | 0     | 2     | 44    | 7        | .235  | .270     | .309     | .579  |

- 2024年度シーズン終了時

### 年度別守備成績
| 年 度 | 球 団    | 外野  | 外野  | 外野  | 外野  | 外野  | 外野     |
| 年 度 | 球 団    | 試 合 | 刺 殺 | 補 殺 | 失 策 | 併 殺 | 守 備 率 |
| ----- | -------- | ----- | ----- | ----- | ----- | ----- | -------- |
| 2021  | ヤクルト | 21    | 9     | 0     | 0     | 0     | 1.000    |
| 2022  | ヤクルト | 11    | 9     | 0     | 0     | 0     | 1.000    |
| 2023  | ヤクルト | 77    | 115   | 3     | 2     | 1     | .983     |
| 2024  | ヤクルト | 27    | 28    | 2     | 1     | 0     | .968     |
| 通算  | 通算     | 136   | 161   | 5     | 3     | 1     | .982     |

- 2024年度シーズン終了時

### 記録
初記録
- 初出場：2021年4月4日、対読売ジャイアンツ3回戦（東京ドーム）、9回表に荒木貴裕の代走で出場
- 初打席：2021年4月8日、対広島東洋カープ3回戦（明治神宮野球場）、7回裏に坂本光士郎の代打で出場、ロベルト・コルニエルから二ゴロ
- 初盗塁：2021年4月13日、対横浜DeNAベイスターズ4回戦（明治神宮野球場）、7回裏に二盗（投手：櫻井周斗、捕手：戸柱恭孝）
- 初安打・初打点：2021年5月18日、対阪神タイガース8回戦（阪神甲子園球場）、9回表に桑原謙太朗から左翼線2点適時二塁打
- 初先発出場：2022年7月13日、対中日ドラゴンズ12回戦（バンテリンドーム ナゴヤ）、「1番・中堅手」で先発出場
- 初本塁打：2023年7月12日、対中日ドラゴンズ13回戦（明治神宮野球場）、1回裏に福谷浩司から左越ソロ[29]

その他の記録
- プロ初本塁打が先頭打者本塁打 ※史上47人目、球団史上3人目[29]

### 背番号
- 0（2021年[5] - ）

### 登場曲
- 「アイアンバイブル」RADWIMPS（2021年〈奇数打席〉- ）
- 「いいんですか?」RADWIMPS（2021年〈偶数打席〉- ）
- 「君と羊と青」RADWIMPS（2023年）